# Forn d'oli de ginebre dels Castellons
Forn d'oli de ginebre dels Castellons és un forn d'oli de ginebre de Riba-roja d'Ebre (Ribera d'Ebre) protegida com a Bé Cultural d'Interès Local.

## Descripció
Es tracta d'una construcció en pedra feta per a destil·lar, via escalfor, l'oli de ginebre.
Ubicat al peu dels Castellons, tot just passat el pont de la presa a uns 500 m pujant en direcció a la vall Plana.
No queda cap rastre de la construcció del forn, però la base es troba perfectament conservada, amb mostres d'erosió natural, És de forma circular amb un canal de sortida, troba excavada a la roca